# Rectala asyliformis
Rectala asyliformis is een vlinder uit de familie wespvlinders (Sesiidae), onderfamilie Tinthiinae.
Rectala asyliformis is voor het eerst wetenschappelijk beschreven door Bryk in 1947. De soort komt voor in het Oriëntaals gebieden het  Palearctisch gebied.